# Gorna Mitropolia, Plevna
Gorna Mitropolia (în bulgară Горна Митрополия) este un sat în comuna Dolna Mitropolia, regiunea Plevna,  Bulgaria. 

## Demografie
Componența etnică a satului Gorna Mitropolia
     Bulgari (79,85%)
     Nicio identificare (18,95%)
     Altele (1,18%)
La recensământul din 2011, populația satului Gorna Mitropolia era de 1.767 locuitori. Din punct de vedere etnic, majoritatea locuitorilor (79,85%) erau bulgari. Pentru 18,95% din locuitori nu este cunoscută apartenența etnică.